# Laurance Rockefeller
Laurance Spelman Rockefeller (ur. 26 maja 1910 w Nowym Jorku, zm. 11 lipca 2004 tamże) – amerykański przedsiębiorca, filantrop, mecenas sztuki. Wnuk Johna D. Rockefellera, po którym odziedziczył majątek, dzięki któremu wspierał ochronę środowiska i medycynę. Służył pomocą finansową przy badaniach nad rakiem. Budował hotele i kupował ziemię, które przekazywał potem na rozbudowę i powiększenie parków przyrody.

## Życiorys
W 1932 Rockefeller ukończył filozofię na Uniwersytecie w Princeton, potem zdecydował się na dwuletnie studia podyplomowe w Harvard Law School. Brał udział w zajęciach, dopóki nie podjął decyzji, że nie chce być prawnikiem.
W 1935 rozpoczął pracę w „Biurze Rodzinnym Rockefellerów”. Jego pierwsze obowiązki polegały na poszerzeniu wiedzy na temat działalności filantropijnej Rockefellerów, projektów konserwatorskich i biznesowych.
W latach 1942–1945, podczas II wojny światowej służył w amerykańskiej marynarce wojennej, osiągając stopień komandora podporucznika (ang. lieutenant commander).
Rockefeller w swoim życiu wspierał wiele projektów. Między innymi od 1947 kierował rozwojem badań w nowojorskim szpitalu – „Memorial Sloan Kettering Cancer Center”, jednym z najważniejszych na świecie ośrodków opieki i badań nad rakiem. Służył zarówno jako dobroczyńca, jak i doradca dużym instytucjom edukacyjnym. Połączył także swoją osobistą wizję ochrony, rekreacji i duchowych potrzeb poszczególnych osób, aby rozwinąć międzynarodowe ośrodki, skupiające się na ochronie środowiska.
Laurance Rockefeller był liderem kilku ważnych organizacji non-profit i filantropijnych, prezesem, a następnie przewodniczącym „Biura Rodzinnego Rockefellerów” (1958–1980) i powiernikiem Fundacji Alfreda P. Sloana (1960–1982). Pełnił również funkcję przewodniczącego (1960–1982), nadzorując rozbudowę i modernizację swojej własnej działalności. Był wieloletnim powiernikiem „Nowojorskiego Towarzystwa Zoologicznego” (1935–1986). W latach (1969–1971) pełnił w nim funkcję prezesa, a od 1971 do 1985 przewodniczącego.
Był ostatnim właścicielem narodowego parku historycznego – „Marsh-Billings-Rockefeller”, położonego w środkowo-wschodniej części Vermont, który to przekazał narodowi amerykańskiemu. Park został utworzony 26 sierpnia 1992 przez podpisanie aktu prawnego przez prezydenta, George'a Busha.
Laurance Rockefeller zmarł 11 lipca 2004 w swoim domu przy Piątej Alei na Manhattanie, na zwłóknienie płuc.

## Życie prywatne
Syn Johna D. Rockefellera Juniora, amerykańskiego przedsiębiorcy i filantropa oraz Abby Aldrich Rockefeller, amerykańskiej mecenas sztuki, współzałożycielki Museum of Modern Art.
15 sierpnia 1934 Rockefeller poślubił Mary French Rockefeller w kościele kongregacyjnym, w gminie Woodstock, w stanie Vermont. Mieli czworo dzieci: trzy córki i syna:
- Laure Rockefeller Chasin (ur. 1936),
- Marion Rockefeller Weber (ur. 1938),
- Lucy Rockefeller Waletzky (ur. 1941),
- Laurance'a Rockefellera (ur. 1944).